# FCトリーゼン
FCトリーゼン（Fußball Club Triesen）は、リヒテンシュタイン・トリーゼンのサッカークラブ。リヒテンシュタインには全国リーグが存在しないため、越境してスイスリーグに参加している。2013-14シーズンは3.リーガ（7部相当）に所属。
クラブは1932年2月14日に創設された。FCファドゥーツ，FCバルザースと共に、リヒテンシュタインオリジナル3クラブと呼ばれている。1946年の第1回リヒテンシュタイン・カップで優勝を果たした。同カップでは8回優勝（リヒテンシュタインクラブ史上3位）しているが、1975年を最後に優勝から遠ざかっている。

## タイトル
- リヒテンシュタイン・カップ:8回

1946, 1947, 1948, 1950, 1951, 1965, 1972, 1975